# Harriet Howardová
Harriet Howardová (13. srpna 1823 – 19. srpna 1865) byla milenkou a finanční podporovatelkou Ludvíka Napoleona Bonaparta, pozdějšího Napoleona III. Za své služby obdržela v roce 1852 titul komtesy de Beauregard.

## Život
Narodila se jako Elizabeth Ann Haryett, dcera ševce a vnučka majitele Castle Hotel v Brightonu. Když jí bylo patnáct let utekla s žokejem Jemem Masonem do Londýny, kde začala používat příjmení Howardová. V osmnácti letech se jejím milencem stal ženatý major Mountjoy Martyn, kterému porodila syna Martina Constantina Haryetta. Vděčný milenec věnoval své jmění jí a jejich synovi.
V roce 1846 se na večírku u lady Blessingtonové seznámila s pretendentem francouzského trůnu Ludvíkem Bonapartem, který žil tou dobou v anglickém exilu, a rozhodla se podporovat jeho plány převzetí moci ve Francii. Ludvík se i se svými dvěma syny Alexandrem a Ludvíkem, narozenými z předchozích vztahů při věznění v pevnosti Ham, přestěhoval k ní. O dva roky později se pak Bonaparte vrátil do Paříže a stal se prezidentem. Ona se i s dětmi přestěhovala do pařížské ulice de Cirque přiléhající k Elysejskému paláci a očekávala, že Ludvík jejich vztah legalizuje sňatkem. S tím ale nesouhlasili Bonapartovi příbuzní, zejména princezna Matylda a princ Napoleon. Poté, co se Ludvík v roce 1852 stal císařem jako Napoleon III. musela Harriet definitivně ustoupit do pozadí. Napoleon III. jí nechal vyplatit téměř pět a půl milionu franků a daroval jí nově zařízený zámek Beauregard i s titulem komtesa z Beauregardu.
V roce 1854 se Harriet provdala za chovatele koní Clarence Trelawnyho, příliš si s ním ale nerozuměla a manželství bylo v roce 1865 rozvedeno. Krátce na to zemřela.